# Churchs Ferry
Churchs Ferry es una ciudad ubicada en el condado de Ramsey en el estado estadounidense de Dakota del Norte. En el censo de 2010 tenía una población de 12 habitantes y una densidad poblacional de 10,77 personas por km².

## Geografía
Churchs Ferry se encuentra ubicada en las coordenadas 48°16′7″N 99°11′40″O / 48.26861, -99.19444. Según la Oficina del Censo de los Estados Unidos, Churchs Ferry tiene una superficie total de 1.11 km², de la cual 1.11 km² corresponden a tierra firme y (0%) 0 km² es agua.

## Demografía
Según el censo de 2010, había 12 personas residiendo en Churchs Ferry. La densidad de población era de 10,77 hab./km². De los 12 habitantes, Churchs Ferry estaba compuesto por el 100% blancos, el 0% eran afroamericanos, el 0% eran amerindios, el 0% eran asiáticos, el 0% eran isleños del Pacífico, el 0% eran de otras razas y el 0% pertenecían a dos o más razas. Del total de la población el 0% eran hispanos o latinos de cualquier raza.